# Ulster Open 2022
Die Ulster Open 2022 im Badminton fanden am 8. Januar 2022 in Lisburn statt.

## Sieger und Platzierte
| Disziplin    | Gold                                | Silber                        | Bronze                         |
| ------------ | ----------------------------------- | ----------------------------- | ------------------------------ |
| Herreneinzel | Matthew Cheung                      | Tony Stephenson               | Ryan Stewart                   |
| Herreneinzel | Matthew Cheung                      | Tony Stephenson               | Sean Patrick Laureta           |
| Herrendoppel | Matthew Cheung Sean Patrick Laureta | Stuart Mccollam Ryan Stewart  | Tony Murphy Tony Stephenson    |
| Herrendoppel | Matthew Cheung Sean Patrick Laureta | Stuart Mccollam Ryan Stewart  | Jack O’Brien Callum Thomas     |
| Damendoppel  | Neasa Flynn Orla Flynn              | Lauren Au Fiona Farrell       | Anna Comer Laura Comer         |
| Damendoppel  | Neasa Flynn Orla Flynn              | Lauren Au Fiona Farrell       | Ashleigh Coyne Rachel Thompson |
| Mixed        | Declan Bennett Lauren Au            | Brian O’Mahony Ashleigh Coyne | Stuart McCollam Laura Comer    |
| Mixed        | Declan Bennett Lauren Au            | Brian O’Mahony Ashleigh Coyne | Daniel O’Meara Neasa Flynn     |